# Ciclismo ai Giochi della VII Olimpiade - Tandem
La gara di tandem di ciclismo su pista dei Giochi della VII Olimpiade si svolse il 9 e 10 agosto 1920 al Velodrome Zuremborg di Anversa, in Belgio.

## Risultati
Le prove erano sulla distanza dei 2.000 metri (le batterie sui 1.200m). Il tempo era cronometrato sugli ultimi 200 metri. 

### Batterie
I vincitori accedevano alle semifinali.
| Pos. | Corridore                          | Squadra       | Tempo |
| ---- | ---------------------------------- | ------------- | ----- |
| 1    | Petrus Ikelaar Franciscus de Vreng | Paesi Bassi   | 12"6  |
| 2    | Henri Andersen Axel Hansen         | Danimarca     |       |
| 3    | William Ormston Henry Lee          | Gran Bretagna |       |

| Pos. | Corridore                          | Squadra     | Tempo |
| ---- | ---------------------------------- | ----------- | ----- |
| 1    | William Smith James Walker         | Sudafrica   | 13"0  |
| 2    | John Verhoeven Gustave Daghelinckx | Belgio      |       |
| 3    | Pieter Beets Tjabel Boonstra       | Paesi Bassi |       |

| Pos. | Corridore                        | Squadra       | Tempo |
| ---- | -------------------------------- | ------------- | ----- |
| 1    | Harry Ryan Thomas Lance          | Gran Bretagna | 12"0  |
| 2    | Hendrik Goosen George Thursfield | Sudafrica     |       |
| 3    | Henri Bellivier Georges Perrin   | Francia       |       |

| Pos. | Corridore                            | Squadra       | Tempo |
| ---- | ------------------------------------ | ------------- | ----- |
| 1    | Jock Stewart Albert Alden            | Gran Bretagna | 15"6  |
| -    | Frans Verscheuren Frédéric Claessens | Belgio        | R     |

### Semifinali
| Pos. | Corridore                          | Squadra       | Tempo |
| ---- | ---------------------------------- | ------------- | ----- |
| 1    | Harry Ryan Thomas Lance            | Gran Bretagna | 11"6  |
| 2    | Petrus Ikelaar Franciscus de Vreng | Paesi Bassi   |       |

| Pos. | Corridore                  | Squadra       | Tempo |
| ---- | -------------------------- | ------------- | ----- |
| 1    | William Smith James Walker | Sudafrica     | 12"6  |
| 2    | Jock Stewart Albert Alden  | Gran Bretagna |       |

### Finali
| Pos. | Corridore                          | Squadra       | Tempo |
| ---- | ---------------------------------- | ------------- | ----- |
| 3    | Petrus Ikelaar Franciscus de Vreng | Paesi Bassi   | 12"6  |
| 4    | Jock Stewart Albert Alden          | Gran Bretagna | R     |

| Pos. | Corridore                  | Squadra       | Tempo |
| ---- | -------------------------- | ------------- | ----- |
| 1    | Harry Ryan Thomas Lance    | Gran Bretagna | 11"2  |
| 2    | William Smith James Walker | Sudafrica     |       |